# 七琴镇
七琴镇位于江西省新干县东北部，是新干县三大镇之一。邮编331315，行政区划代码360824103。

## 地理
七琴镇面积118.6平方公里。

## 人口
第五次人口普查时七琴镇人口28159，2005年户籍人口为29596。

## 行政区划
七琴镇下辖以下村级行政区划单位
七琴社区、七琴村、金联村、钱塘村、南边村、寨下村、秋南村、井下村、炉村、坪上村、沙坑村、棠木村、龙文村、燥石村、东郭村和城田村。